# Ribeirinhos
Ribeirinho é um habitante tradicional das margens dos rios, que vive com as condições oferecidas pela própria natureza, adaptando-se aos períodos das chuvas, que têm em sua cultura, a pesca artesanal como principal atividade de sobrevivência, mas também podem praticar cultivo de pequenos roçados, extrativismo vegetal e, mais recentemente, o ecoturismo.

## Reconhecimento no Brasil
Em 2007, os povos tradicionais, entre elas os ribeirinhos, foram reconhecidas oficialmente pelo Governo Federal do Brasil (decreto  6 040 de 7 de fevereiro), que define: são tradicionais os povos que mantêm um modo de vida intimamente ligado ao meio ambiente em que vivem de recursos naturais. No Brasil, através da política de desenvolvimento sustentável das comunidades tradicionais (PNPCT), o governo ampliou o reconhecimento que havia sido feito parcialmente na Constituição de 1988, agregando aos indígenas e aos quilombolas outros povos tradicionais, a saber: caiçara, castanheira, catador de mangaba, cigano, retireiro, cipozeiro, extrativista, faxinalense, fecho de pasto, geraizeiro, ilhéu, isqueiro, morroquiano, pantaneiro, pescador artesanal, piaçaveiro, pomerano, terreiro, quebradeira de coco-babaçu, seringueiro, vazanteiro e, veredeiro.